# Dero vaga
Dero vaga är en ringmaskart som först beskrevs av Joseph Leidy 1880.  Dero vaga ingår i släktet Dero och familjen glattmaskar. Inga underarter finns listade i Catalogue of Life.